# غاري سميث
غاري سميث (بالإنجليزية: Gary Smith)‏ (25 مارس 1971 غلاسكو المملكة المتحدة - ) هو لاعب كرة قدم بريطاني يلعب كمدافع.

## روابط خارجية
- غاري سميث على موقع قاعدة بيانات كرة القدم.إي يو (الإنجليزية)
- غاري سميث على موقع Soccerbase.com (لاعب) (الإنجليزية)